# Juníper Serra
Juníper Serra (Petra, Mallorca, 24 de novembre de 1713 – Carmel, Califòrnia, 28 d'agost de 1784) fou un frare franciscà mallorquí que fundà la missió de l'Alta Califòrnia. És venerat com a sant per l'Església Catòlica.

## Joventut
Nascut a Petra, Mallorca el 24 de novembre de 1713, fill del matrimoni format pels pagesos Antoni Serra i Margalida Ferrer, va ser batejat a la parròquia de Sant Pere de la localitat com a Miquel Josep Serra i Ferrer.
La seva família era d'origen humil i va haver de fer notables esforços econòmics per poder-li assegurar una bona educació al Convent de Sant Bernardí de Petra primer i al de Sant Francesc de Palma després, on fou ordenat frare franciscà, en la seva branca observant, el 15 de setembre de 1731, amb setze anys. Fou en aquell moment quan es canvià de nom i passà a anomenar-se Juníper en honor de Sant Juníper, seguidor de Sant Francesc d'Assís. Els anys següents es dedicà a l'estudi i l'ensenyament de la filosofia i les humanitats al Convent de Sant Francesc de Palma i a l'Estudi General Lul·lià. També fou en aquesta època quan es doctorà en teologia i filosofia a l'Estudi General, on de 1743 a 1749 ocupà la càtedra de filosofia.

## Apostolat
El 13 d'abril de 1749, juntament amb vint missioners franciscans, abandonà Mallorca rumb a les possessions espanyoles a Amèrica, fent escala a Màlaga i Cadis, per tal d'ensenyar filosofia a la Ciutat de Mèxic i Veracruz. Fou precisament en un dels viatges que va fer entre les dues ciutats on es va lesionar una cama, molèstia que el va acompanyar tota la seva vida. Segons el que tenim documentat avui dia, fou una llarga travessia de 99 dies amb molts incidents, ja que es va fer durant la temporada d'huracans a les Antilles.
Un cop arribat a Nova Espanya, fou enviat a Santiago Xalpán, a Sierra Gorda, al nord de Querétaro, on ensenyà als habitants d'aquelles contrades tècniques d'agricultura durant vuit anys. Igualment, també fundà camps de treball per a nadius, on els ensenyava a filar i a teixir i s'interessà per la llengua materna dels amerindis nadius, per tal que poder-los impartir la catequesi i l'eucaristia en una llengua que entenguessin.
Més tard, tenia previst anar al territori dels indis apatxes, però la mort del virrei de Nova Espanya va interrompre els seus plans, retirant-se a Ciutat de Mèxic per uns anys abans de rebre el seu nou destí missioner.

## A Califòrnia

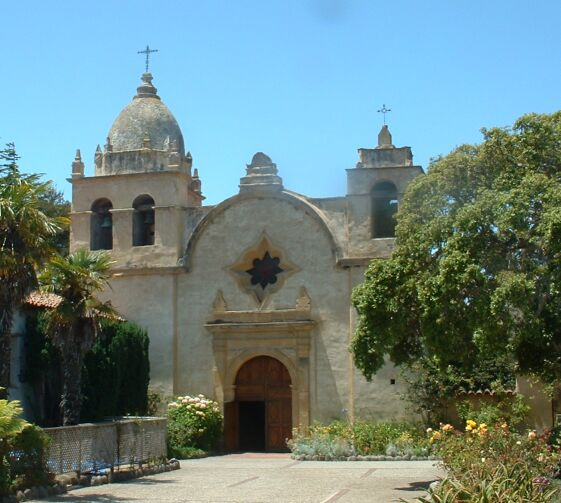
San Carlos Borromeo (Carmel), fundada per Fra Juníper, on va morir i va ser enterrat

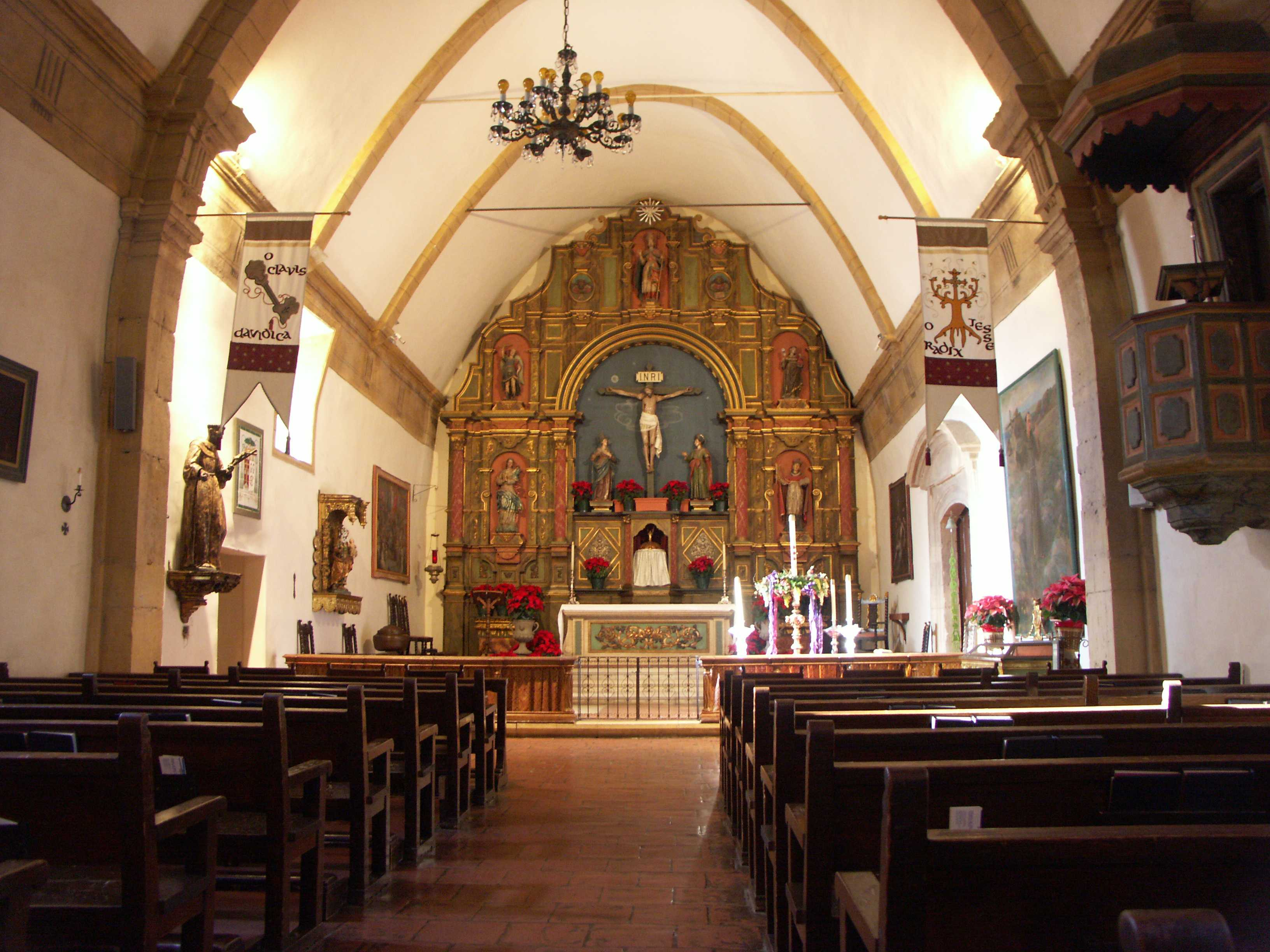
Nau de la missió de San Carlos Borromeo, lloc d'enterrament del beat

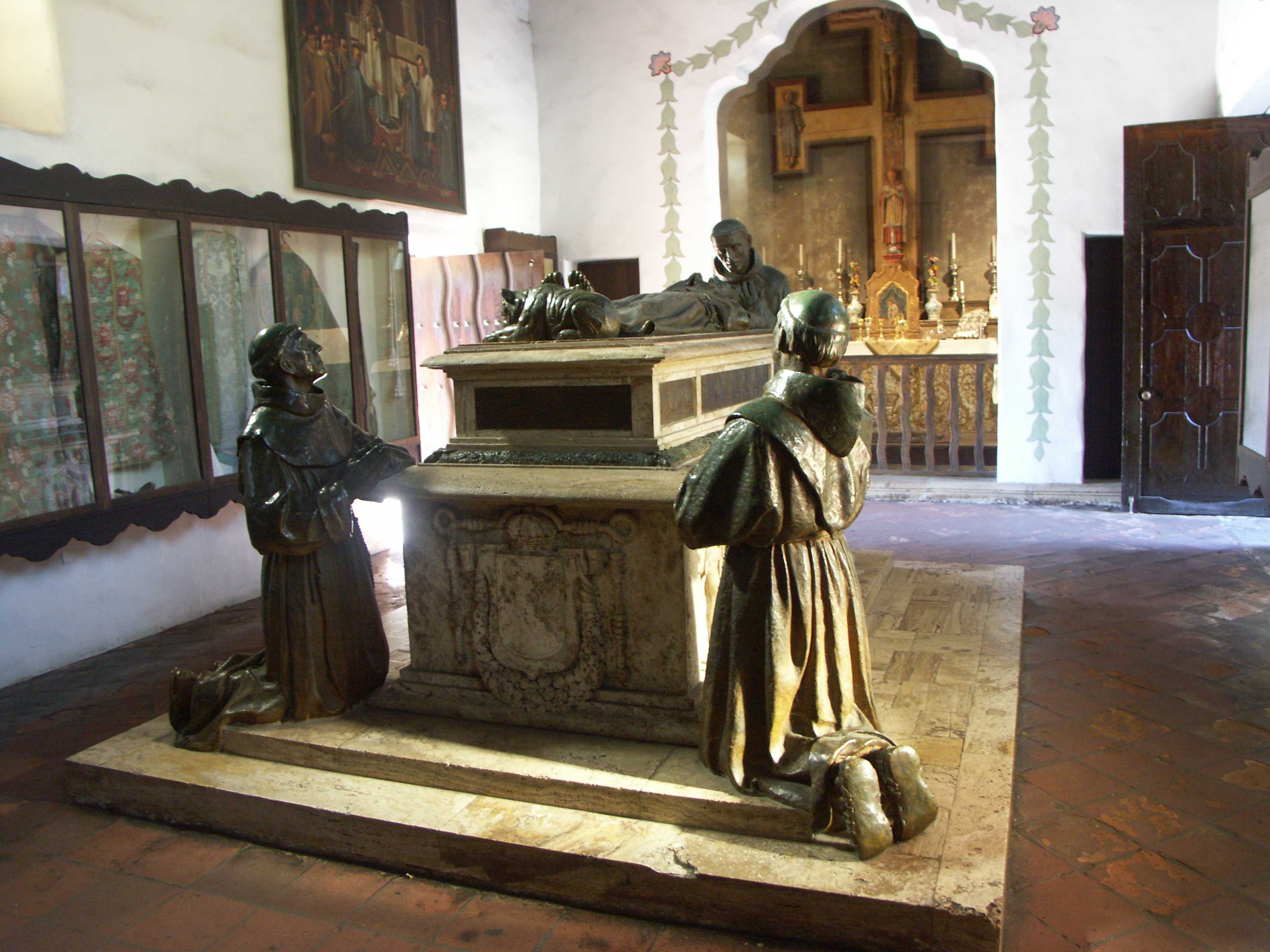
Cenotafi de fra Juníper a S. Carlos (les seves restes van ser enterrades al terra de la capella, sense cap indicació, i el cenotafi es va fer a efectes commemoratius)

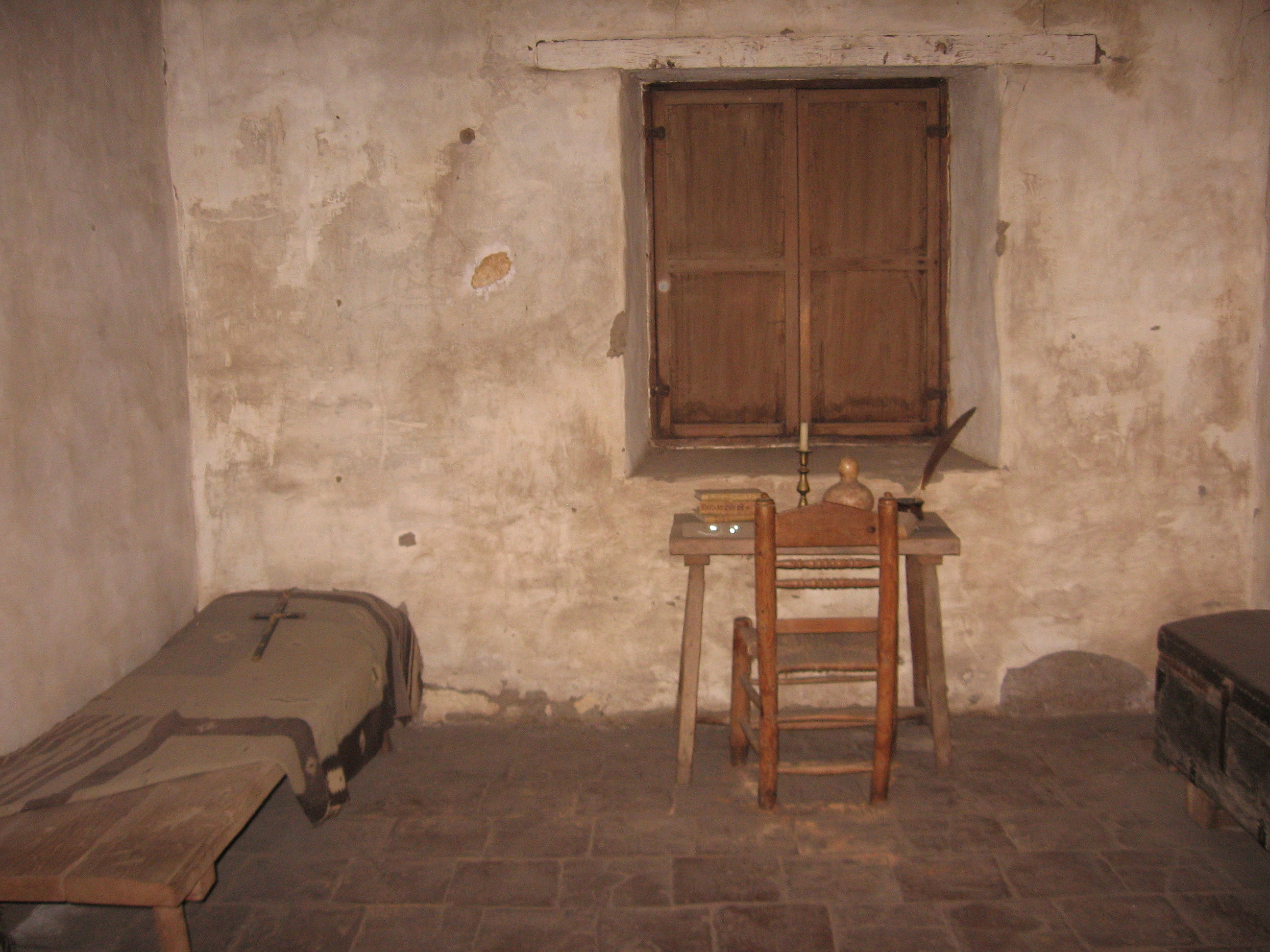
"Celda del Padre" a San Carlos, on va morir el frare

L'expulsió dels jesuïtes d'Amèrica pel rei Carles III l'any 1767 ocasionà un gran canvi de plans als franciscans en general i a Juníper Serra en particular. El virrei de Nova Espanya es va veure obligat a encomanar als franciscans el control i manteniment de les missions que els jesuïtes tenien fins aleshores a la Baixa Califòrnia i començar la colonització de l'Alta Califòrnia, al nord. D'aquesta manera es va organitzar una expedició de la qual el governador militar Gaspar de Portolà era el cap militar, mentre de Juníper Serra es feia càrrec de les tasques d'evangelització. La missió va partir del port de San Blas, a la costa de l'oceà Pacífic de la Baixa Califòrnia el 1769 i va fer una petita escala a la missió de Nuestra Señora de Loreto. Juníper va anar amb l'expedició terrestre duent el bestiar (cavalls, bous i porcs), mentre que els soldats viatjaven per mar amb el paquebot San Carlos.

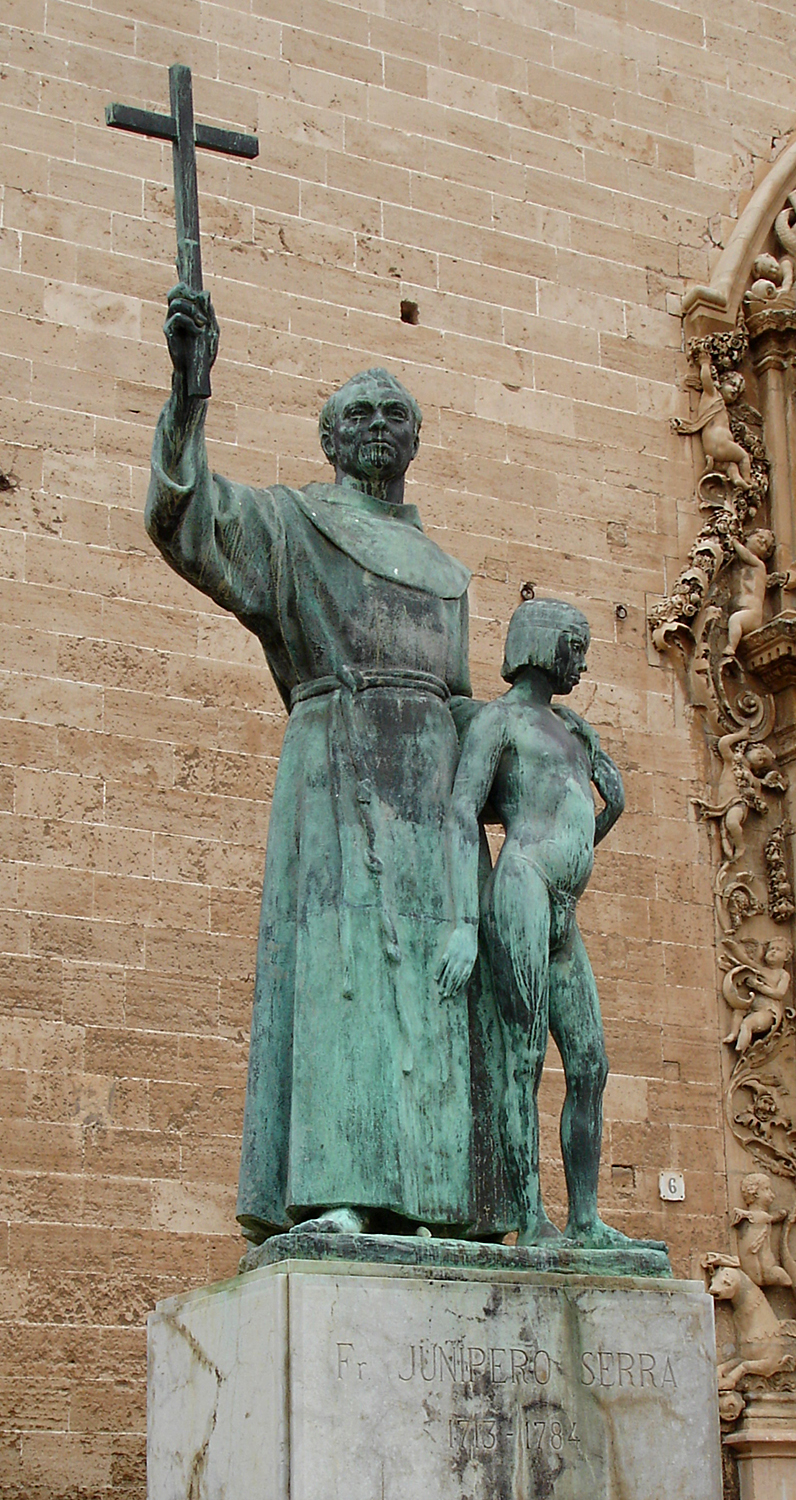
Escultura a la Plaça de Sant Francesc de Palma

Un cop va arribar la comitiva a la península, decidiren seguir explorant l'Alta Califòrnia per portar l'Evangeli a la població indígena que, al contrari de la població de Mèxic, no coneixien l'agricultura i, amb l'excepció d'algunes zones del desert, la seva alimentació es limitava a la recol·lecció de fruites, aglans i arrels silvestres, a la cacera de cérvols, ants i conills i a la pesca. No acostumats a usar vestits, per protegir-se del fred empraven pells de cérvol, plomes, pells de llúdriga i fang.
La primera missió fou fundada a l'anomenada Frontera de la Gentilitat, que separava els americans cristianitzats dels que encara eren considerats com a salvatges, i fou anomenada San Fernando Rey de España de Vellicatá. Aquesta fou l'única missió fundada a la Baixa Califòrnia pels franciscans. Així, els franciscans i el rei s'uniren per treure'n benefici mutu, uns per evangelitzar l'Amèrica del Nord i els altres per consolidar les seves possessions al Nou Món.
Després de grans pèrdues de l'expedició, s'aconseguí arribar a l'actual Estat nord-americà de Califòrnia, on la primera missió fundada fou San Diego de Alcalá l'any 1769, actual San Diego. Immediatament començà la conversió dels amerindis que habitaven aquelles terres al cristianisme.
En els tretze anys que va durar l'expedició, Juníper Serra fundà vint-i-una missions més en la gran extensió de terreny compresa entre la Frontera de la Gentilitat i la badia de San Francisco, d'entre les quals destaquen: 
- San Carlos Borromeo de Carmelo (actual Carmel-by-the-Sea), el 1770.
- San Antonio de Padua (actual Jolon), el 1771.
- San Gabriel Arcángel (actual San Gabriel), el 1771.
- San Luis Obispo de Tolosa (actual San Luis Obispo), el 1772.
- San Francisco de Asís (actual San Francisco), el 1776.
- San Juan Capistrano, el 1776.
- Santa Clara de Asís (actual Santa Clara), el 1777.
- San Buenaventura (actual Ventura), el 1782.
- Presidio de Santa Bárbara, el 1782.
- San Carlos de Monterrey.

En l'establiment de les missions se seguia el mateix procediment utilitzat a la Sierra Gorda: es construïa una capella, una sèrie de cabanes pels religiosos i un petit campament militar per a la protecció davant possibles atacs indígenes. Els amerindis, atrets per la curiositat, s'hi acostaven i eren convidats a quedar-s'hi, i aprenien tècniques d'agricultura, ramaderia, ferreria, fusteria, teixit, cuina, etc.
El 1773 aconseguí que el virrei de Nova Espanya, Antonio María de Bucareli y Ursúa, destituís el governador de Nova Califòrnia, Pere Fages i Beleta, amb qui tenia grans desavinences, i l'autoritzàs a seguir amb l'evangelització de l'Alta Califòrnia. Tanmateix, l'any següent, el virrei Felipe de Neve li revocà els drets que aconseguí, fet que causà una gran polèmica en el si de l'administració colonial. Malgrat tot, sabem que va continuar batejant i confirmant amerindis a les missions de San Carlos Borromeo de Carmelo, l'actual Carmel-by-the-Sea, i a la de San Francisco de Asís fins a la seva mort, esdevinguda el 1784 a la missió de San Carlos Borromeo de Carmelo, on fou enterrat.

## Llegat i veneració

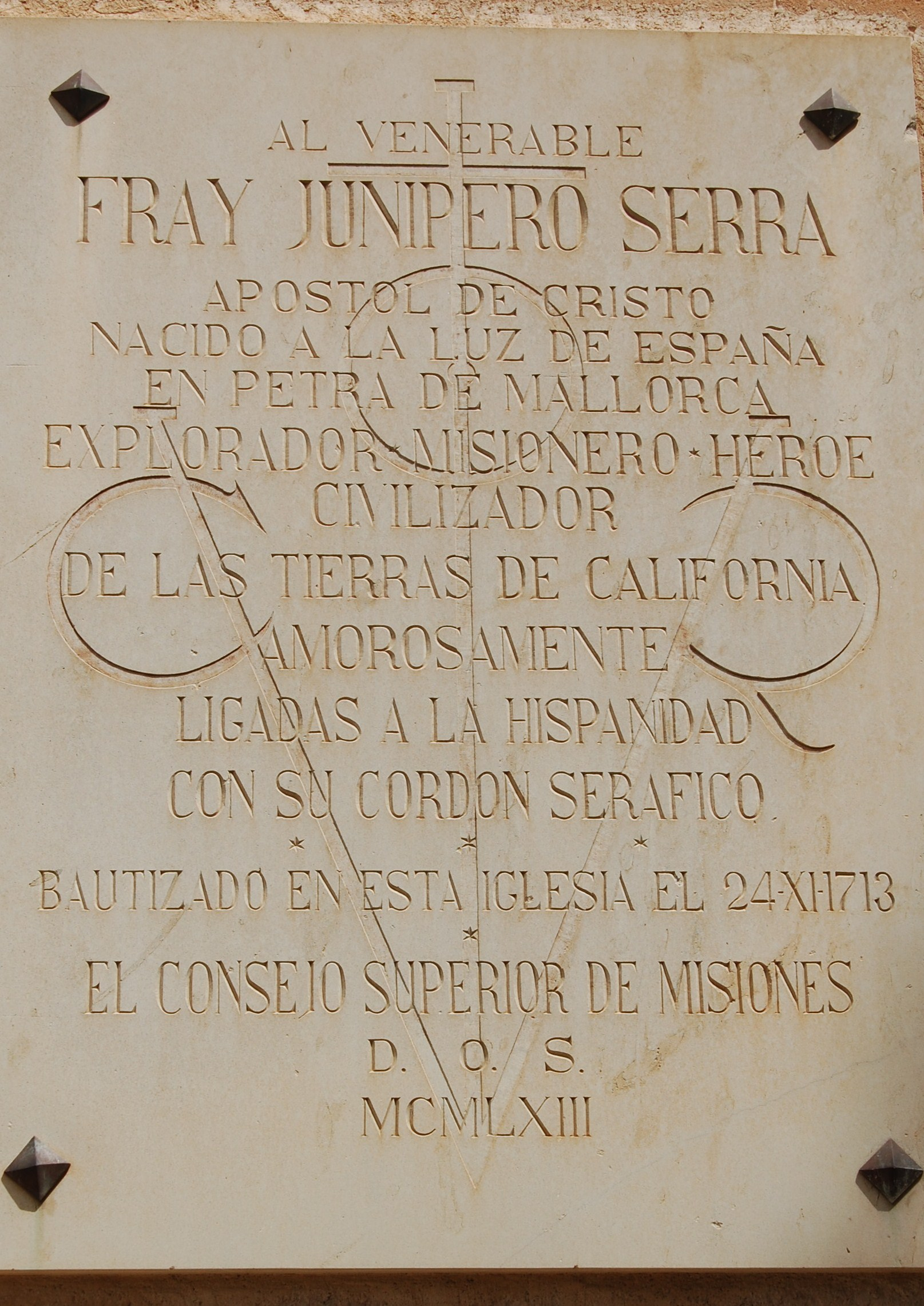
Placa col·locada a l'església de Petra, on va ser batejat el beat Serra

Fou beatificat pel papa Joan Pau II el 25 de setembre de 1988, iniciant-se així el camí a la canonització. Aquest fet ha estat molt polèmic entre la comunitat ameríndia que encara avui en dia sobreviu als EUA. La canonització arribà en 2015: el 23 de setembre el papa Francesc en feu la cerimònia a Washington DC, la primera canonització celebrada en un estat d'aquest país. Serra és el segon sant natiu de les Illes Balears, després de santa Catalina Tomàs. També es l'inclou entre els sants dels Estats Units.
La capella de la missió de San Juan Capistrano es creu que és l'edifici més antic en avui en dia es conserva a Califòrnia. També es creu que és l'única església que es conserva on Juníper Serra va dir missa.
Una estàtua seva representa l'estat de Califòrnia al passadís principal de la Sala de les estàtues del Capitoli dels Estats Units, a Washington DC. Val a dir que cada estat només té dret a proposar dos personatges perquè el representin. Igualment una escultura que representa el frare mallorquí presideix el Golden Gate Park de San Francisco.
El 1884 la legislatura de Califòrnia declarà el 29 d'agost d'aquell any festiu a tot l'estat en celebració del centenari de la seva mort. Algunes de les seves obres, com el Diario i la Representación s'han conservat fins avui en dia i han estat publicades.
D'aquesta manera, l'expedició de Fra Juníper Serra, malgrat els mitjans insuficients, deixà una empremta inesborrable a Califòrnia, ja que, a més de crear missions a partir de les quals anys més tard naixerien grans ciutats com ara San Diego i San Francisco, feu arribar l'agricultura a la regió, actualment un dels principals motors econòmics californians i s'aconseguí treure de l'endarreriment tecnològic en què es trobava l'Alta Califòrnia respecte a la Baixa, ja que cal tenir en compte que els habitants de l'Alta Califòrnia en els temps de Juníper Serra només s'alimentaven de fruits i no coneixien els vestits, per la qual cosa es protegien del fred cobrint-se de fang.
La seua obra i llegat va ser àmpliament estudiada per Fr. Salustiano Vicedo en obres com Conozca a un hombre excepcional; Fray Junípero Serra (1978), La casa solariega de la familia Serra (1984), Noticias de la Nueva California (1989) o Escritos de Fray Junípero Serra (2015). El mateix pare Vicedo també va fundar una revista i una editorial dedicada a Juníper Serra, les dues sota el nom "Apóstol y Civilizador".
L'escultor català Josep Cañas dedicà un monument en la seva memòria per a l'Institut de Cultura Hispànica de Califòrnia. L'any 2014 es va estrenar el documental Fra Juníper, l'home que caminava, produït l'any anterior per la productora Batabat i les televisions TV3, TVE, IB3 i Canal22 (de Mèxic), i que presenta un retrat amb els clarobscurs del missioner a través de documents, historiadors experts en el personatge i descendents de nadius americans.